# Z.1018 (航空機)
カントZ.1018 レオーネ
- 用途：爆撃機
- 製造者：カント社（カンティエーリ・リウニーティ・デッラドリアーティコ）
- 運用者： イタリア王国（イタリア王立空軍）
- 初飛行：1939月9月9日
- 生産数：15機
- 運用開始：1943年

Z.1018はカント社（カンティエーリ・リウニーティ・デッラドリアーティコ）が開発した、イタリア空軍の双発の爆撃機である。愛称はライオンを意味するレオーネ (Leone)。設計主務者はフィリッポ・ザパタ（Filippo Zappata）技師である。

## 概要
試作機は1940年3月に初飛行したが、機体自体の仕様がまとまらず細部の改修に手間取ったため生産に入るのが遅れてしまった。そのため部隊への引渡しは1943年からとなり、性能的にはイタリア最良の爆撃機と言えるものだったにもかかわらずほとんど実戦には参加しないまま終わった。
初飛行した原型は木製だったが、続いて全金属製に改めた量産型が造られた。機体は上品なラインでまとめられ、ピアッジョ空冷星型エンジンを搭載する。
休戦前に完成したのは先行量産型10機と量産型5機のみであった。この機体に対する期待は大きく300機が発注された。ドイツ製機上レーダーを搭載した夜間戦闘機型や雷撃機型も検討され、戦闘機型は20mm機関砲7門の他に小型の銃2丁を装備するはずであった。

## スペック
- 全長：17.63 m
- 全幅：22.85 m
- 全高：6.10 m
- 翼面積：63.10 m2
- 全備重量：11,840 kg
- エンジン：ピアッジョP.12 RC35 空冷星型18気筒 1,350 hp ×2
- 最大速度：525 km/h
- 航続距離：1,335 km
- 実用上限高度：8,500 m
- 武装
  - 12.7mm機銃 ×3
  - 7.7mm機銃 ×2
  - 爆弾 1,550 kg～2,000 kg
- 乗員 5名